# 南海バス堺営業所金岡車庫
南海バス金岡車庫（なんかいバスかなおかしゃこ）は、大阪府堺市北区新金岡町五丁1-3にあった南海バスの車庫。最寄は地下鉄新金岡駅前。北区役所の裏手に所在していた。

## 概要
北区のほか、東区や美原区、一部堺区や松原市の路線をカバーしていた車庫である。堺営業所の配下に置かれており、実際の運行については子会社の南海ウイングバス金岡（当車庫に本社を設置していた）に管理委託していた。
2013年8月31日をもって閉鎖され、翌9月1日から一部廃止される系統を除いて堺営業所および東山営業所へ移管された。南海ウイングバス金岡の本社も東山営業所へ移転した。

## 沿革
- 1969年6月27日：南海電鉄バス金岡営業所として新設[1]。
- 1987年4月18日：御堂筋線我孫子駅 - 中百舌鳥駅間が延伸される。
- 1999年10月1日：南海ウイングバス金岡に中もず・平尾線を譲渡[2]。
- 2002年11月25日：中もず駅前停留所を北口ターミナル内に移設[3]。
- 2003年5月31日：堺東・泉ヶ丘線の中もず駅前停留所を南口ターミナル内に移設[4]。
- 2013年9月1日：堺営業所および東山営業所へ路線を移管し、閉鎖される[5]。

## 運行路線
以下の路線は廃止時点での担当路線である。

### 河内天美線
- 9系統：堺東駅前 - 錦綾町 - 浅香 - 地下鉄北花田駅前 - 天美我堂 - 河内天美駅前
- 10系統：堺東駅前 - 錦綾町 - 浅香 - 地下鉄北花田駅前

堺東駅から大阪市営地下鉄御堂筋線の北花田駅と近鉄南大阪線の河内天美駅を結ぶ路線。9系統は30分毎（平日朝のみ20分毎）で終日運行。10系統は平日は夕方以降のみであるが、土休日は昼間時以降運行され、堺東駅前 - 北花田駅前間では15分毎になるようなダイヤとなる。車庫廃止により堺営業所へ移管した。

### 金岡線
- 15系統：堺東駅前 - 細池橋 - 黒土町 - 労災病院前 - しもつ池（地下鉄新金岡駅前） - 金岡町

堺東駅から府道30号をやや少し南下し、続いて一条通からは中環経由で東へ向かう路線。金岡口から中環を外れて南下し、金岡町の折返場で終点となる。概ね30分毎の運行。新金岡駅のロータリーに入らず、地下鉄御堂筋線とは中環上のしもつ池で乗り換えとなる。一条通以東は後述の野遠北野田線とルートがほぼ重複するが、そちらは細池橋に立ち寄った後、いったん三国ヶ丘駅前に立ち寄るのに対し、当線は立ち寄らない。車庫廃止により堺営業所へ移管、同時に金岡町 - 白鷺駅前を延長し、三国ヶ丘駅にも立ち寄るようになった。

### 布忍線
- 24系統：堺駅前 - 宿院 - 安井町 - 堺東駅前 - 阪和堺市駅前 - 蔵前西 - 南花田町
- 28系統：堺東駅前 - 阪和堺市駅前 - 蔵前西 - 南花田町

布忍線は堺駅と近鉄南大阪線の河内松原駅を結ぶ路線で、全線通しの系統は堺営業所担当であるが、朝と夜間に設定される区間便に限り当営業所担当となっている。車庫廃止で全便堺営業所の担当となった。

### 北花田線
- 29系統：地下鉄北花田駅前 - 南花田町 - 布忍駅筋 - 河内松原駅前
- 30系統：地下鉄北花田駅前 - 浅香 - 阪和堺市駅前 - 蔵前西 - 地下鉄北花田駅前（循環）
- 特30系統：地下鉄北花田駅前 - 浅香 - 阪和堺市駅前

北花田駅と堺市駅の間を結ぶ循環線で、左回り・右回りともに運行されるが、右回りは朝8時台から20時台まで、左回りは12時台から23時台までの運行。
2012年11月1日より29系統と特30系統が新設された。29系統は11時台（松原発）もしくは12時台（北花田発）以降1時間毎に20時台もしくは21時台まで運行。30系統のうち最終便の1便が堺市駅止めの特30系統になった。車庫廃止により堺営業所に移管された。

### 初芝線
- 33系統：堺駅南口 - 宿院 - 安井町 - 細池橋 - 中もず駅前 - 初芝駅前

堺駅から中百舌鳥・初芝への路線。多くの区間で南海高野線に並行しているため80 - 90分おきと頻度は高くない。車庫廃止により堺営業所に移管された。

### 野遠北野田線
- 35系統：堺駅南口 - 宿院 - 安井町 - 細池橋 - 三国ヶ丘駅前 - 黒土町 - 労災病院前 - 地下鉄新金岡駅前 - 蔵前西 - 阪和堺市駅前
- 特35系統：堺駅南口 - 宿院 - 安井町 - 細池橋 - 三国ヶ丘駅 - 黒土町 - 労災病院前 - 地下鉄新金岡駅前
- 44系統：地下鉄新金岡駅前 - 野遠（のとう） - 菩提（ぼだい） - 大饗（おわい） - 北余部（きたあまべ） - 北野田駅 - 大美野噴水前
- 45系統：地下鉄新金岡駅前 - 野遠 - 菩提 - 大饗 - 北余部 - 北野田駅 - 大美野噴水前

35系統は一条通からしもつ池までは金岡線とほぼ同じルートで新金岡駅前へ達し、以北は堺市駅まで運行する。特35系統は堺駅南口と新金岡駅前の間の区間便であるが、本数はこちらのほうが多い。
44・45系統は地下鉄新金岡駅前（以下「新金岡駅前」と記述）から大阪中央環状線を東進、南に向きを変えて美原区・東区を経由する路線。平日のみ大美野噴水前へ延長している。便数は少なく2時間に1便程度。ただし新金岡駅前 - 大饗の区間は後述の美原金岡線46系統と同一経路を運行しており、そちらは概ね30分に1本程度運行されている。
地下鉄新金岡駅前停留所において、堺駅南口方面と北野田駅前（野遠・菩提経由）方面との乗り継ぎによる運賃合算制度を導入している。途中の「大饗」までは46系統も利用可能で本数も多い。「北余部」から先は44・45系統のみ利用可能であるが、1日5-6便と本数が少ないため乗り継ぎには注意が必要である。なお、46系統の「太井」から先はこの制度の対象外である。また、これらの系統を乗り継ぐ目的で利用する場合、「北区役所前」を2度通ることとなるが、乗り継ぎ停留所は「地下鉄新金岡駅前」に限られる。
車庫廃止により35・特35系統は堺営業所に、44・45系統は東山営業所に移管された。

### 美原金岡線
- 46系統：新金岡駅前 - 野遠 - 菩提 - 大饗 - 美原区役所前

旧美原町の堺市編入により、堺市の要請で運行を開始した。菩提までは野遠北野田線と並行しており実質同線の増発になった。平日朝は20分毎、その他の時間帯は30分毎である。当線も野遠北野田線35系統からの乗継ぎ運賃扱いを実施している（詳細は上記）。車庫廃止により東山営業所に移管された。

### 美原初芝線
- 47系統：美原区役所前 - 広国神社前 - 菩提 - 大饗 - 初芝高校前 - 初芝駅前

美原金岡線と同様に堺市の要請で開設された。既存の中もず・平尾線（南海ウィングバス金岡）よりも北側のルートを取り、バス空白地を埋める格好となっている。なお、美原区役所前 - 広国神社前間は近鉄バス46番河内松原駅 - さつき野東系統と並行しているが、運賃は同調していない。車庫廃止により東山営業所に移管された。

### 新金岡団地線
- 40系統：三国ヶ丘駅前 - 黒土町 - 労災病院前 - 地下鉄新金岡駅前 - 蔵前西 - 阪和堺市駅前
- 41系統：三国ヶ丘駅前 - 黒土町 - 労災病院前 - 地下鉄新金岡駅前
- 特41系統：三国ヶ丘駅前 - 黒土町 - 労災病院前 - 長曽根住宅前
- 42系統：地下鉄新金岡駅前 - 蔵前西 - 阪和堺市駅前 - 堺東駅前
- 43系統：地下鉄新金岡駅前 - 蔵前西 - 阪和堺市駅前

運行系統としては野遠北野田線の35系統と重複する部分が多い。特41系統は2012年1月16日より新設された。車庫廃止により堺営業所に移管されたが、同時に42系統以外は廃止された。

## 廃止・移管路線

### 金岡線
- 16系統（初代）：堺東駅前 - 細池橋 - 黒土町 - 労災病院前 - しもつ池（地下鉄新金岡駅前） - 地下鉄新金岡駅前
- 17系統（初代）：堺東駅前 - 細池橋 - 長曽根北口 - しもつ池（地下鉄新金岡駅前） - 地下鉄新金岡駅前

16系統は2004年10月18日廃止。17系統は労災病院前を経由せず、大阪府道2号大阪中央環状線を直進する珍しい系統だったが、2006年7月24日に休止された。

### 布忍線
- 26系統：堺東駅前 - 阪和堺市駅前 - 蔵前西 - 布忍駅筋

1999年5月10日改正で他系統に統合。
- 27系統：堺東駅前 - 阪和堺市駅前 - 蔵前西 - 中村町 - 中 - 野遠 - 菩提

元々は中村町発着（南清水停留所から分岐して南下）と菩提発着（南新町一丁目停留所から分岐して南下、野遠停留所で野遠北野田線に合流）に分かれていたが、のちに統合された。2006年7月24日休止。

### 堺東・泉ヶ丘線
- 51系統：中もず駅前 - もず八幡前 - 北条 - 八田荘団地 - 小阪 - 伏尾
- 52系統：中もず駅前 - もず八幡前 - 北条 - 津久野駅前

2000年代に東山営業所に移管された。

### 中もず・富田林線
- 運行経路：中もず駅前 - 金田新田 - 初芝駅前 - 北余部 - 農芸高校前 - 船戸下 - ＜循環：菅生口→平尾→美原高校前＞
- 53系統：中もず駅前→平尾→初芝駅前または中もず駅前
- 61系統：初芝駅前→平尾→初芝駅前または中もず駅前
- 特53系統：中もず駅前→平尾
- 特61系統：初芝駅前→平尾

1999年10月に南海ウイングバス金岡に移管された。その際名称を「中もず・平尾線」に改めている。
- 62系統：初芝駅前 - 北余部 - 農芸高校前 - 船戸下 - 平尾 - 富田林駅前

南海電鉄時代には富田林駅までの系統が存在した。1999年5月10日廃止。

### 狭山線
- 63系統：初芝駅前 - 北余部 - 農芸高校前 - 船戸下 - 菅生神社前 - さやま遊園前 - 北村 - 狭山神社前 - 金剛駅前

南海電鉄時代には金剛駅前までの系統が存在した。1999年5月10日廃止。

### 堺あびこ線
- 金岡車庫 - 北花田 - 地下鉄あびこ

1976年12月30日新設。南海電鉄バスとして大阪市内へ乗り入れる数少ない路線だった。御堂筋線の延伸により1987年4月19日に新金岡北花田線に置き換えられたが、それも1990年2月末日で廃止された。かつては地下鉄あびこ駅南東にバスターミナルを構えていたが廃止と同時に元々南海の土地であったため現在は「南海我孫子ビル」が建つ。

### 堺・南港線（初代）
- 堺東駅前 - 堺駅前 - 天保山 - 南港・コスモスクエア

1998年7月4日新設。2003年9月29日廃止。

### みはらふれあい号
- 南コース：美原総合福祉会館→美原区役所・図書館→平尾→青南台2丁目→菅生→美原区役所・図書館→美原総合福祉会館
- 西コース：美原総合福祉会館→美原区役所・図書館→北野田東口→南余部→農芸高校前→美原区役所・図書館→美原総合福祉会館

堺市美原区のコミュニティバス。堺市編入前の美原町時代に開設され、近鉄バスが東・北ルートを担当。南海バスが南・西ルートを担当する。平日の昼間のみ各系統とも5便を運行。マイクロバス使用で無料である。2013年6月末をもって運行を終了した（堺営業所が担当した堺市ふれあいバスも同時に廃止）。

### 深夜急行線
- 梅田 - なんば - 堺東駅前 - 三国ヶ丘駅前 - 中もず駅前通 - 深井駅 - 泉ヶ丘駅 - 栂・美木多駅 - 光明池駅 - 和泉中央駅 - 和泉府中車庫前

2009年12月1日の改正で空港営業所へ移管した。
- 梅田 - なんば - 金剛駅前 - 狭山ニュータウン - 千代田駅前 - 河内長野駅前 - 三日市駅筋 - 南ヶ丘

2008年1月15日の改正で廃止された。